# 샤티용앙미셰유
샤티용앙미셰유 (Châtillon-en-Michaille)는 프랑스 오베르뉴론알프 앵주의 코뮌이다. 벨가르드쉬르센 캉통과 낭튀아 아롱디스망에 각각 속해 있다.
샤티용앙미셰유에 사는 사람은 '샤티요네 / 샤티오네즈' (Chatillonnais / Chatillonnaises)라 부르며 부브레 마을과 오시아즈 마을에 사는 사람은 각각 '부브레상', '오시아튀' (Vouvraisans, Ochiatus)라 부른다.

## 지리
샤티용앙미셰유에는 부브레 마을과 오시아즈 마을이 있으며 이외에도 아르동과 앙마낭 마을이 있다. 1970년대 이전에는 샤티용드미셰유 (Châtillon-de-Michaille)라 불렀다. 코뮌 주변으로는 생제르맹드주, 몽탕주, 르푸아자랄레리아, 콩포르, 랑크랑, 오트발로메, 빌, 벨가르드쉬르발세린 등의 코뮌과 경계를 접한다.
419번 국도가 부브레-오시아즈와 샤티용앙미셰유 중심부를 잇는다. 또 101번, 1084번 지방도가 코뮌 내를 통과한다.

## 역사

### 지명
샤티용앙미셰유에서 '샤티용' (Chatillon)은 메로빙거 왕조 시대에 후기 라틴어 'castrum'에 접미사 '-ionem'을 붙인 지소접미사 'castellum'에서 파생된 것으로 보인다. castrum이라는 단어는 조그만 소탑에서 요새 도시에 이르기까지 모든 종류의 요새를 가리키는 말이었으나 이후로는 '성'이란 의미로, 마지막에는 '큰 별장'이라는 의미로 축소되었다.
아르동 마을은 '요새 부근'을 뜻하는 갈리아어 'Aredunum'에서 따왔으며, 부브레 마을은 'babero'나 'vobero'에서 유래한 것으로 보인다. 샤티용이라는 지명은 1793년 문헌에서 찾아볼 수 있으며 1801년 공보에서 샤티용드미셰유라는 이름을 처음으로 부여하였고 이때부터 그 이름으로 불리게 되었다.

### 내력
샤티용앙미셰유는 1973년 근처의 오시아즈와 부브레 코뮌을 통합하면서 지금의 모습이 되었으며, 샤티용드미셰유라 불리던 마을 이름도 바뀌었다.
아르동 마을은 한때 캉통의 행정청이 자리해 있었고, 낭튀아 수도원에 속한 자체 교구를 지니고 있었다. 아르동 교회의 역사는 10세기경으로 거슬러 올라가며 옛 샤티용 영주의 묘가 자리해 있다. 지금은 폐허로 남아 있다. 1929년에는 퐁투 마을 (Ponthoud)이 부브레에서 분리되어 벨가르드쉬르발세린에 병합되었다.

## 인구
| 연도 | 인구  | ±%    |
| ---- | ----- | ----- |
| 2006 | 2,948 | —     |
| 2007 | 2,993 | +1.5% |
| 2008 | 3,099 | +3.5% |
| 2009 | 3,106 | +0.2% |
| 2010 | 3,120 | +0.5% |
| 2011 | 3,134 | +0.4% |
| 2012 | 3,136 | +0.1% |
| 2013 | 3,173 | +1.2% |
| 2014 | 3,311 | +4.3% |
| 2015 | 3,448 | +4.1% |
| 2016 | 3,586 | +4.0% |

## 명소
- 샤티용앙미셰유 호수
- 르토르 평원

## 같이 보기
- 앵 주의 코뮌 목록